# Gérard Dantec
Pour les articles homonymes, voir Dantec.
Gérard Dantec est un haut fonctionnaire français. Il a été président du chapitre français de l'Internet Society de 2010 à 2015.

## Biographie
Haut fonctionnaire, Inspecteur général de l'administration du développement durable (IGADD), Ingénieur divisionnaire des travaux publics de l’État, Gérard Dantec, s’implique dès 1986 dans les technologies de l’information et de la communication au travers du lancement de services télématiques (Minitel) d’information des usagers pour le ministère de l'Équipement.
Sa rencontre avec l’internet s’opère en 1993 lors d’une mission en Guadeloupe pour la mise en œuvre du Volet informatique et télécommunications du Dispositif ORSEC en période cyclonique.
À partir de 1998 en tant que chef de projet formation dans le domaine des technologies de l’information et de la communication au sein du centre interrégional de formation professionnelle du ministère de l’Équipement, il est amené à déployer des applications intranet et une plateforme de e-learning.
À partir de 2003, il est chargé de cours « Environnement managérial, technique et organisationnel des projets Tic » à l’université Paris 5 René Descartes et devient coordonnateur du campus numérique Comor pour les étudiants de la licence « activités techniques de communication ».  Avec Sophie Pène il réalise un référentiel des métiers du web qui fera émerger le métier d'animateur de communauté virtuelle ou community manager
En 2006, en tant que responsable informatique du secrétariat général du ministère du Développement durable, il conduit une étude de sécurité Ebios puis pilote le déploiement des équipements nomades.
Membre du parti socialiste depuis 2004, il s’implique dans l’utilisation des technologies favorisant l’émergence de nouvelles formes de militantisme et s'engage activement auprès de Ségolène Royal lors de l'élection présidentielle de 2007 puis participe à la campagne de François Hollande en 2012. 
En 2009 il rejoint le comité d'expert de la fondation progressiste Terra Nova (think tank) et participe sous la direction de Nelly Fesseau à la rédaction du rapport "Numérique : renouer avec les valeurs progressistes et dynamiser la croissance".
Gérard Dantec rejoint l’ISOC France en 2005. Élu vice-président en 2009, il participe à la bataille de l’Hadopi en cofondant la plateforme Création, Public, Internet. Président en 2010 il intervient sur la modification du code des postes et des communications électroniques lance un projet sur le développement durable dans les services en ligne et organise les partenariats qui permettront la réalisation des événements "vie privée vie publique au travail" et "Codirathon : désastre dans la société de l'information".
De 2010 à 2013, Gérard Dantec est membre du conseil d'administration de l'Afnic (Association française pour le nommage Internet en coopération) notamment chargé de l'extension .fr. Il préside le Comités de Concertation Utilisateurs et le Comité politique de registre.
De 2013 à 2016, Gérard Dantec est membre du jury Ville Internet label décerné aux collectivités françaises qui inscrivent une politique internet et numérique dans leur mission de service public.
Il est membre du comité d’organisation en France du 1er Forum de la gouvernance Internet organisé le 10 mars 2014 à Paris au Conseil économique, social et environnemental (CESE).
En mars 2017  il est nommé Inspecteur général de l'administration du développement durable (IGADD) au Conseil général de l'environnement et du développement durable en qualité de membre permanent.

## Distinctions
- Chevalier dans l'Ordre national du Mérite [3].

- Chevalier dans l'Ordre national de la Légion d'honneur[4].